# Lijst van voetbalinterlands Albanië - Frankrijk
Deze lijst van voetbalinterlands is een overzicht van alle officiële voetbalwedstrijden tussen de nationale teams van Albanië en Frankrijk. De landen speelden tot op heden negen keer tegen elkaar. De eerste ontmoeting, een kwalificatiewedstrijd voor het Europees kampioenschap voetbal 1992, was op 17 november 1990 in Tirana. De laatste wedstrijd, een kwalificatiewedstrijd voor het Europees kampioenschap voetbal 2020, vond plaats op 17 november 2019 in de Albanese hoofdstad.

## Wedstrijden
| № | Plaats      | Datum            | Competitie           | Wedstrijd           | Uitslag |
| - | ----------- | ---------------- | -------------------- | ------------------- | ------- |
| 1 | Tirana      | 17 november 1990 | EK 1992 kwalificatie | Albanië – Frankrijk | 0 – 1   |
| 2 | Parijs      | 30 maart 1991    | EK 1992 kwalificatie | Frankrijk – Albanië | 5 – 0   |
| 3 | Tirana      | 2 september 2011 | EK 2012 kwalificatie | Albanië – Frankrijk | 1 – 2   |
| 4 | Parijs      | 7 oktober 2011   | EK 2012 kwalificatie | Frankrijk – Albanië | 3 – 0   |
| 5 | Rennes      | 14 november 2014 | Vriendschappelijk    | Frankrijk – Albanië | 1 – 1   |
| 6 | Elbasan     | 13 juni 2015     | Vriendschappelijk    | Albanië – Frankrijk | 1 – 0   |
| 7 | Marseille   | 15 juni 2016     | EK 2016              | Frankrijk – Albanië | 2 – 0   |
| 8 | Saint-Denis | 7 september 2019 | EK 2020 kwalificatie | Frankrijk − Albanië | 4 − 1   |
| 9 | Tirana      | 17 november 2019 | EK 2020 kwalificatie | Albanië − Frankrijk | 0 − 2   |

## Samenvatting
| Competitie        | Totaal gespeeld | Winst Albanië | Gelijk | Winst Frankrijk | Doelsaldo Albanië – Frankrijk |
| ----------------- | --------------- | ------------- | ------ | --------------- | ----------------------------- |
| EK-eindronde      | 1               | 0             | 0      | 1               | 0 − 2                         |
| EK-kwalificatie   | 6               | 0             | 0      | 6               | 2 − 17                        |
| Vriendschappelijk | 2               | 1             | 1      | 0               | 2 − 1                         |
| Totaal            | 9               | 1             | 1      | 7               | 4 − 20                        |

Wedstrijden bepaald door strafschoppen worden, in lijn met de FIFA, als een gelijkspel gerekend.

## Details

### Eerste ontmoeting
| EK 1992 kwalificatie (scheidsrechter Bruno Galler, Qemal Stafastadion in Tirana, 17 november 1990):                                                          |              | |
| Albanië | 0 – 1        | Frankrijk |
| | goals        | 23' Basile Boli |
| Agron Sulaj | bondscoach   | Michel Platini |
| Anesti Arapi Lorenc Leskaj 46' Genc Ibro Skënder Hodja Artur Lekbello Arjan Stafa Hysen Zmijani Sulejman Demollari Mirel Josa Sokol Kushta Kujtim Majaçi 56' | opstellingen | Bruno Martini Basile Boli Franck Sauzée Laurent Blanc Bernard Casoni Didier Deschamps Bernard Pardo Christian Perez 67' Philippe Tibeuf Jean-Marc Ferreri 82' Pascal Vahirua |
| Alfred Ferko 46' Eduard Kaçaçi 56' | wissels      | 67' David Ginola 82' Jocelyn Angloma |
| Hysen Zmijani 48' Genc Ibro 51' Arjan Stafa 56' | gele kaarten | 63' Didier Deschamps |
| - Debuut van David Ginola voor Frankrijk. |              | |

### Tweede ontmoeting
| EK 1992 kwalificatie (scheidsrechter Einar Halle, Parc des Princes in Parijs, 30 maart 1991):                                                                                   |              | |
| Frankrijk | 5 – 0        | Albanië |
| Franck Sauzée 1' Franck Sauzée 19' Jean-Pierre Papin 34' Jean-Pierre Papin 42' Artur Lekbello 81' (e.d.)                                                                        | goals        | |
| Michel Platini | bondscoach   | Bejkush Birçe |
| Bruno Martini Manuel Amoros Laurent Blanc Basile Boli Jean-Philippe Durand Franck Sauzée 73' Luis Fernandez Christophe Cocard Jean-Pierre Papin Éric Cantona Pascal Vahirua 56' | opstellingen | Blendi Nallbani Hysen Zmijani Artur Lekbello Rudi Vata Josif Gjergji Adnan Oçelli Dashnor Dume Agim Canaj Sulejman Demollari Ermal Tahiri Ilir Kepa |
| Pascal Baills 56' Didier Deschamps 73' | wissels      | |
| | gele kaarten | 79' Agim Canaj 83' Blendi Nallbani |
| - Debuut van Pascal Baills voor Frankrijk. |              | |

### Derde ontmoeting
| EK 2012 kwalificatie (scheidsrechter Aleksej Nikolajev, Qemal Stafastadion in Tirana, 2 september 2011):                                                  |              | |
| Albanië | 1 – 2        | Frankrijk |
| Erjon Bogdani 46' | goals        | 11' Karim Benzema 18' Yann M'Vila |
| Josip Kuže | bondscoach   | Laurent Blanc |
| Samir Ujkani Kristi Vangjeli Armend Dallku Lorik Cana Debatik Curri 24' Ansi Agolli Ervin Bulku 70' Ervin Skela 46' Admir Teli Hamdi Salihi Erjon Bogdani | opstellingen | Hugo Lloris Patrice Evra Younès Kaboul Franck Ribéry Karim Benzema Samir Nasri Anthony Réveillère 82' Florent Malouda Yann M'Vila Alou Diarra Éric Abidal |
| Altin Lala 24' Jahmir Hyka 46' Elis Bakaj 70' | wissels      | 82' Marvin Martin |
| Admir Teli 36' Armend Dallku 49' Lorik Cana 65' | gele kaarten | |

### Vierde ontmoeting
| EK 2012 kwalificatie (scheidsrechter Michail Koukoulakis, Stade de France in Saint-Denis, 7 oktober 2011):                                                  |              | |
| Frankrijk | 3 – 0        | Albanië |
| Florent Malouda 11' Loïc Rémy 38' Anthony Réveillère 67' | goals        | |
| Laurent Blanc | bondscoach   | Josip Kuže |
| Hugo Lloris Mathieu Debuchy Patrice Evra 46' Adil Rami Younès Kaboul Yohan Cabaye 47' Bafétimbi Gomis 80' Samir Nasri Florent Malouda Yann M'Vila Loïc Rémy | opstellingen | Samir Ujkani Andi Lila Kristi Vangjeli Armend Dallku Lorik Cana Klodian Duro 81'Gilman Lika Hamdi Salihi 74' Gjergj Muzaka 63'Jahmir Hyka Odise Roshi |
| Anthony Réveillère 46' Marvin Martin 47' Djibril Cissé 80'                                                                                                  | wissels      | 63' Elis Bakaj 74' Ahmed Januzi 81' Sabien Lilaj |
| Loïc Rémy 52' Adil Rami 75' Mathieu Debuchy 90+1' | gele kaarten | 36' Lorik Cana 49' Kristi Vangjeli 61' Klodian Duro 71' Andi Lila                                                                                     |
| - Debuut van verdediger Mathieu Debuchy (LOSC Lille) voor Frankrijk en Odise Roshi en Sabien Lilaj voor Albanië                                             |              | |

### Vijfde ontmoeting
| Vriendschappelijk (scheidsrechter Miroslav Zelinka, Rennes, 14 november 2014): |              | |
| Frankrijk | 1 – 1        | Albanië |
| Antoine Griezmann 73' | goals        | 40' Mërgim Mavraj |
| Didier Deschamps | bondscoach   | Gianni De Biasi |
| Hugo Lloris Christophe Jallet Lucas Digne 70' Raphaël Varane Mapou Yanga-Mbiwa Paul Pogba Yohan Cabaye 59' Moussa Sissoko 80' Mathieu Valbuena 85' Karim Benzema Alexandre Lacazette 70' | opstellingen | Etrit Berisha Elseid Hysaj Ansi Agolli Mërgim Mavraj Ledian Memushaj Lorik Cana 85' Andi Lila 90+2' Burim Kukeli 69' Amir Abrashi 76' Ermir Lenjani 90+3' Sokol Cikalleshi |
| Antoine Griezmann 59' Layvin Kurzawa 70' André-Pierre Gignac 70' Morgan Schneiderlin 80' Dimitri Payet 85'                                                                               | wissels      | 69' Arlind Ajeti 76' Herolind Shala 85' Emiljano Vila 90+2' Ervin Bulku 90+3' Bekim Balaj                                                                                  |
| | gele kaarten | 75' Ansi Agolli |
| - Debuut van Layvin Kurzawa (AS Monaco) voor Frankrijk. - Debuut van Arlind Ajeti (FC Basel) en Herolind Shala (Odds BK) voor Albanië.                                                   |              | |

### Zesde ontmoeting
| Vriendschappelijk (scheidsrechter Halis Özkahya, Elbasan, 13 juni 2015):                                                                                            |              | |
| Albanië | 1 – 0        | Frankrijk |
| Ergys Kaçe 43' | goals        | |
| Gianni De Biasi | bondscoach   | Didier Deschamps |
| Etrit Berisha Lorik Cana Andi Lila 18' Elseid Hysaj Arlind Ajeti Naser Aliji Odise Roshi 64' Ermir Lenjani 56' Ergys Kaçe 80' Migjen Basha 72' Sokol Cikalleshi 88' | opstellingen | Hugo Lloris 72' Christophe Jallet Patrice Évra Mamadou Sakho Raphaël Varane 59' Maxime Gonalons Geoffrey Kondogbia 46' Dimitri Payet 46' Olivier Giroud Alexandre Lacazette 59' Antoine Griezmann |
| Ledian Memushaj 18' Valdet Rama 56' Armando Sadiku 64' Sabien Lilaj 72' Bekim Balaj 80' Arbnor Fejzullahu 88'                                                       | wissels      | 46' Paul Pogba 46' Nabil Fekir 59' Mathieu Valbuena 59' Paul-Georges Ntep 72' Bacary Sagna |
| Ergys Kaçe 30' Sokol Cikalleshi 45' Lorik Cana 74' | gele kaarten | 74' Paul Pogba |
| - Debuut van Naser Aliji (FC Vaduz) en Arbnor Fejzullahu (FK Partizani) voor Albanië.                                                                               |              | |

### Zevende ontmoeting
| EK 2016 (scheidsrechter William Collum, Marseille, 15 juni 2016): |              | |
| Frankrijk | 2 – 0        | Albanië |
| Antoine Griezmann 90' Dimitri Payet 90+6' | goals        | |
| Didier Deschamps | bondscoach   | Gianni De Biasi |
| Hugo Lloris Bacary Sagna Patrice Évra Adil Rami Laurent Koscielny Blaise Matuidi Dimitri Payet N'Golo Kanté Olivier Giroud 77' Anthony Martial 46' Kingsley Coman 68' | opstellingen | Etrit Berisha Elseid Hysaj Ansi Agolli Mërgim Mavraj Ermir Lenjani 85' Arlind Ajeti 74' Burim Kukeli 71' Andi Lila Amir Abrashi Ledian Memushaj Armando Sadiku |
| Paul Pogba 46' Antoine Griezmann 68' André-Pierre Gignac 77' | wissels      | 71' Odise Roshi 74' Taulant Xhaka 85' Freddie Veseli |
| N'Golo Kanté 88' | gele kaarten | 55' Burim Kukeli 81' Amir Abrashi |